# Mononchus papillatus
Mononchus papillatus är en rundmaskart som beskrevs av Bastian 1865. Mononchus papillatus ingår i släktet Mononchus och familjen Mononchidae. Inga underarter finns listade i Catalogue of Life.